# Gerhard Schöne

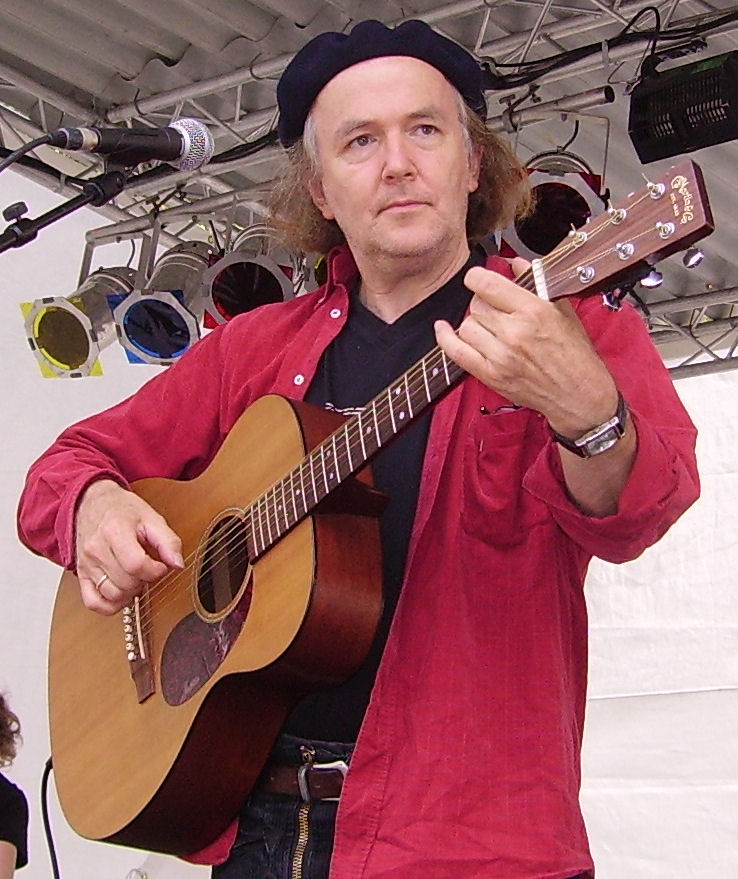
Gerhard Schöne, 2007

Gerhard Schöne (ur. 10 stycznia 1952 w Coswig) – niemiecki piosenkarz. 

## Życie
Dorastał w ewangelickiej rodzinie parafialnej w Coswig, w ówczesnym NRD, wraz z pięciorgiem dzieci, wieloma zwierzętami, insrumentami muzycznymi oraz obcymi ludźmi. Uczył się kilku zawodów, ale zdecydował iść na studia zaoczne w drezdeńskiej wyższej szkole muzycznej. W 1979 roku został wolno praktykującym kompozytorem, poetą oraz muzykiem.
W NRD był jednym z popularniejszych piosenkarzy, z bardzo krytycznymi tekstami. W swoich piosenkach chciał zachęcić ludzi do wspólnego życia w zgodzie. Płyty winylowe z jego piosenkami dla dorosłych i dzieci sprzedały się w NRD w milionach egzemplarzy i są do dziś częścią muzyki mówiącej o kulturze i obyczajach. Podczas trzydziestu lat zawodu muzyka sprzedał więcej płyt winylowych niż inny piosenkarz w tamtym czasie i dostał nagrodę państwową w 1989 roku.
Teksty Gerharda Schöne są czasami dziecinne oraz nastrojowe, ale także krytyczne. Popularność Schöne wzięła się przede wszystkim z powodu jego zbioru z piosenek dla dzieci z całego świata jak również utworów z własnego zbioru. Najbardziej znane piosenki artysty to Kinderland (Kraina dzieci) oraz Jule wäscht sich nie (Julia nigdy się nie myje). Tak samo odniósł sukces dzięki utworom dla dorosłych. W 2008 ukazała się jego pierwsza książka dla dzieci - Wenn Franticek niest (Kiedy Franek kicha). Z powodu twórczości dla dzieci został mianowany Ambasadorem-UNICEF.

## Dyskografia
źródło:.
- 1981: Spar deinen Wein nicht auf für morgen (płyta winylowa, na CD 1995)
- 1982: Lieder aus dem Kinderland (płyta winylowa, na CD 1994)
- 1985: Menschenskind (płyta winylowa, na CD 1995)
- 1986: Kinderlieder aus aller Welt (płyta winylowa, na CD 1994)
- 1988: Du hast es nur noch nicht probiert (podwójna płyta winylowa)
- 1989: Lebenszeichen
- 1989: Kinder-Lieder-Galerie (płyta winylowa, na CD 1990)
- 1991: Ich bin ein Gast auf Erden
- 1992: Die sieben Gaben
- 1993: Bis die Katze bellt
- 1993: Schönes Liederpaket
- 1993: Lieder
- 1995: Böses Baby Kitty Schmidt
- 1996: Die große Erfindung des kleinen Herrn Mutzelbach
- 1997: Jule wäscht sich nie
- 1997: Der glattrasierte Weihnachtsmann
- 1997: Seltsame Heilige
- 1998: Alligatoren in der Kanalisation
- 1998: Das Leben der Dinge
- 2000: Wege zueinander
- 2000: Das Perlhuhn im Schnee
- 2001: Kindergedichte
- 2002: Klabüster, Klabüster
- 2003: Fremde Federn
- 2004: Könige aus Morgenland
- 2005: Die Lieder der Fotografen
- 2007: Wo?
- 2007: Der Engel, der die Träume macht
- 2008: Trommle mein Herz für das Leben